# 糙毛羊茅
糙毛羊茅（学名：Festuca rubra sp. villosa）为禾本科羊茅属下的一个亚种。